# Shabba Ranks
Shabba Ranks, pseudonimo di Rexton Rawlston Fernando Gordon (St. Ann, 17 gennaio 1966), è un musicista e cantante giamaicano.

## Discografia
- 1988 Rough & Rugged - split album con Chaka Demus
- 1989 Best Baby Father
- 1989 Holding On
- 1990 Rappin' with the Ladies
- 1990 Just Reality
- 1990 Golden Touch
- 1991 As Raw as Ever
- 1991 Mr. Maximum
- 1992 Rough and Ready Volume 1
- 1992 X-tra Naked
- 1993 Rough and Ready Volume 2
- 1995 A Mi Shabba
- 1998 Get Up Stand Up
- 1999 Shabba Ranks and Friends